# Richard Goodall
Richard Goodall (fl. XIX-XX secolo) è stato un commediografo e sceneggiatore statunitense degli anni a cavallo tra fine Ottocento e primo Novecento.

## Biografia
Non si conoscono dati certi di Richard Goodall. Commediografo, un suo lavoro, The Two Colonels, ambientato dopo la guerra civile americana, venne rappresentato a Broadway nel 1895. Tra gli anni dieci e gli anni venti, lavorò anche per il cinema come sceneggiatore. Scrisse il suo primo copione per la Champion Film Company nel 1913.

## Filmografia
- The Clown Hero (1913)
- Vultures of Society, regia di Arthur Berthelet e E.H. Calvert (1916)
- Politeness Pays (1916)
- Nobody Home
- The Trail of the Cigarette
- Stolen Secrets

## Spettacoli
- The Two Colonels (Broadway, 2 aprile 1895)